# Márcio Cypriano
Márcio Artur Laurelli Cypriano CavMM é um advogado, banqueiro e investidor brasileiro focado na área do agronegócio.
Formado em Direito pela Universidade Presbiteriana Mackenzie, Cypriano começou como funcionário de agência bancária do Banco da Bahia, em São Paulo, que acabou por ser incorporado pelo Banco Brasileiro de Descontos (Bradesco), onde foi continuamente promovido até se tornar, surpreendentemente, em 1999, seu Presidente, desbancando diretores decanos do tempo de Amador Aguiar e, especificamente, o ex-presidente da Federação Brasileira de Bancos (Febraban) e vice-presidente do Bradesco, Alcides Lopes Tápias.
Em 2001, Cypriano foi admitido pelo presidente Fernando Henrique Cardoso à Ordem do Mérito Militar no grau de Cavaleiro especial.
Foi substituído por Luiz Carlos Trabuco Cappi oficialmente em março de 2009, de carreira mais voltada à administração que negócios, se tornando membro do Conselho da Organização até setembro de 2010 quando, por carta, solicitou sua retirada deste conselho. 
Sua saída não foi entendida pelo mercado nem explicada por Cypriano, que saiu da mídia tão surpreendentemente como entrou. Cypriano também ocupou a presidência da Febraban.